# (2865) Laurel
(2865) Laurel ist ein Asteroid des Hauptgürtels, der am 31. Juli 1935 vom südafrikanischen Astronomen Cyril V. Jackson in Johannesburg entdeckt wurde. 
Seinen Namen erhielt der Asteroid am 1. September 1993 zu Ehren des britischen Komikers Stan Laurel.